# Harry Mac-Lean
Harry Aubrey de Vere Maclean, né à Chatham en 1848 et mort à Tanger en 1920, était un soldat écossais, et instructeur à l'armée marocaine sous le règne du sultan Hassan Ier.

## Biographie
Issu du clan Maclean, l'un des grands clans de la noblesse écossaise, Sir Harry commence sa carrière militaire dans le 69th (South Lincolnshire) Regiment of Foot (en), régiment d'infanterie de l'armée britannique en 1869. Il participe notamment aux opérations de lutte contre les Fénien (nationalistes irlandais) au Canada. En 1877, Maclean qui était en garnison à Gibraltar à la suite de cette expérience canadienne, se rend au Maroc et est recruté comme instructeur de l'armée du sultan Moulay Hassan. 
Il gagne la confiance du sultan du Maroc et de son successeur Abdelaziz par ses innovations techniques et logistiques, et par ses campagnes contre les tribus rebelles au makhzen dans le bled (siba).
Nommé caïd à ce titre et donc dignitaire de l'Empire chérifien, il se distingue en formant un régiment d'élite de l'armée marocaine, les Harrabas, sur le modèle de la cavalerie militaire anglaise.
Il est adoubé chevalier commandeur de l'Ordre de Saint-Michel et Saint-Georges (KCMG) par le roi Édouard VII du Royaume-Uni, au cours d'une mission diplomatique marocaine à Londres en 1901.
Personnage incontournable du makhzen chérifien des années 1900, il organise notamment l'accueil de l'empereur d'Allemagne Guillaume II à Tanger en 1905. En raison de son importance, le caïd écossais est enlevé par le célèbre brigand Raisuni et libéré contre une rançon de 20 000 livres sterling.
Considéré comme hostile aux intérêts français, Sir Harry Maclean disparaît pratiquement de la scène marocaine après la signature du traité de Fès en 1912 qui instaure le protectorat français au Maroc.